# Stefano De Agostini
Stefano De Agostini (Tricesimo, 25 ottobre 1964) è un allenatore di calcio ed ex calciatore italiano, di ruolo centrocampista.
Attualmente è il tecnico del Tamai. Suo figlio Mattia è un calciatore.

## Carriera

### Giocatore
Cresciuto calcisticamente nelle giovanili dell'Udinese, senza riuscire ad apprordare in prima squadra, trascorre la prima parte della carriera in Serie C, conquistandosi la promozione in Serie B nella stagione 1989-1990 con la maglia della Reggiana.
Con gli emiliani disputa due campionati cadetti, quindi nell'estate 1991 viene acquistato dal Napoli, con cui esordisce in Serie A il 1º settembre 1991, in occasione del successo interno sull'Atalanta. Nonostante il contributo dato in 21 presenze in campionato al buon quarto posto finale dei partenopei, con conseguente accesso alla Coppa UEFA, a fine stagione viene ceduto all'Atalanta, dove resta anche in questo caso per un solo campionato, per passare quindi alla Cremonese. Il passaggio ai grigiorossi è però inizialmente difficoltoso a causa dell'alto ingaggio del giocatore (500 milioni di lire). La trattativa, però, va in porto anche senza la contropartita di Riccardo Maspero, inizialmente inserita nell'affare con l'Udinese.
Coi grigiorossi De Agostini disputa tre campionati di massima serie, fino alla retrocessione della stagione 1995-1996, al termine della quale si trasferisce al Venezia, con cui disputa 11 incontri nel campionato di Serie B 1996-1997, per proseguire la carriera nelle serie minori.
In carriera ha totalizzato complessivamente 115 presenze in Serie A e 82 presenze e 5 reti in Serie B

### Allenatore
Ha cominciato la sua carriera con l'Azzanese, squadra di categorie regionali in Friuli-Venezia Giulia, prima subentrando nella stagione 2002/2003 al precedente allenatore (non riuscendo ad evitare la retrocessione in Promozione in una stagione ormai compromessa), poi guidando la squadra al pronto ritorno in Eccellenza, vincendo il campionato di Promozione girone A del Friuli Venezia Giulia nella stagione successiva. Nelle stagioni successive ha condotto la squadra a tranquilli campionati raggiungendo la salvezza sempre con ampio anticipo. Ha allenato poi, con buoni risultati la Sacilese, riuscendo a far ottenere alla società la storica promozione in Seconda Divisione, dopo aver raggiunto, nello stesso anno, le semifinali della Coppa Italia Serie D. L'anno successivo, dopo una sofferta salvezza, sempre in Seconda Divisione, è stato esonerato.
Il 1º febbraio del 2011 subentra a stagione in corso a Mauro Tossani alla guida dell'Opitergina in Serie D. La squadra però retrocede al termine di un intenso play out contro il Belluno (0-0 all'andata; 2-2 al ritorno).
Il 14 giugno 2011 trova l'accordo con l'Associazione Calcio Mezzocorona, mentre nella stagione successiva è alla guida della Sambonifacese, in Serie D, venendo esonerato a novembre ma tornando in sella per le ultime 5 gare e per i play-off.
Durante la stagione successiva (febbraio 2014) è chiamato per cercare una miracolosa salvezza a Tamai. che ottiene, venendo riconfermato per la stagione 2014-2015 ed in quelle successive.
Dal febbraio 2018 diventa l'allenatore del Cjarlins Muzane, militante nel girone C del campionato di serie D 2017-2018
Il 30 maggio 2019 viene ufficializzato come nuovo allenatore del Belluno. Il 13 gennaio 2020 viene esonerato e sostituito da Diego Zanin.
Il 5 giugno 2020 firma per il Portogruaro, prendendo il posto di Giovanni Soncin.

#### Tamai
Dalla stagione 2021-22, prendedo il posto di Alessandro Lenisa, è tecnico del Tamai. Nella stagione 2022-23 ottiene il secondo posto in Eccellenza, disputando un ottimo campionato.

## Palmarès

### Giocatore

#### Competizioni nazionali
- Coppa Italia Serie C: 1

Como: 1996-1997
- Serie C1: 1

Reggiana: 1988-1989
- Serie C2: 1

Lucchese: 1985-1986

### Allenatore

#### Competizioni nazionali
- Serie D: 1

Sacilese: 2008-2009